# کارترن
کارترن (انگلیسی: Khartron) شرکت صنایع جنگ‌افزاری روس است، که در سال ۱۹۵۹ تأسیس شد.